# マルガリータ・ネルケン
マルガリータ・ネルケン（Margarita Nelken、1894年7月5日 – 1968年3月9日）は、スペインのフェミニスト、著作家。スペイン第二共和政期における先駆的女性政治家のひとり。1930年代のスペインにおいて、広く知られた知識人であり、同国における最も早い時期の女性運動の中心人物のひとりであった。

## 生い立ちと教育

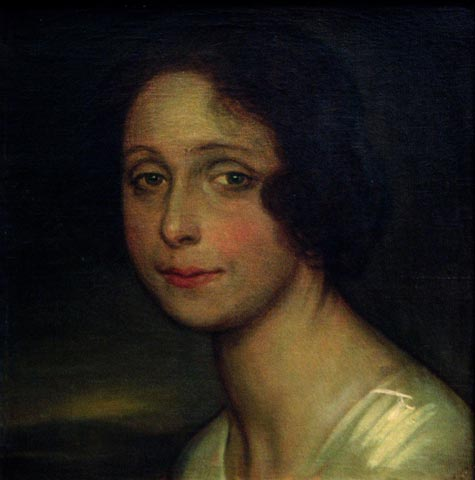
フリオ・ロメロ・デ・トレスによるネルケンの肖像画、1929年。

ネルケンは、マリア・テレサ・レア・ネルケン・イ・マンスベルガー (María Teresa Lea Nelken y Mansberger) として、1894年にマドリードで生まれた。両親は、ドイツ系ユダヤ人の出自をもち、宝石店を所有していた。彼女は、音楽、油彩、語学を学び、母語であったスペイン語のほかに、フランス語やドイツ語、英語を話せるようなった。妹のカルメン・エバ・ネルケンは、女優で著作家であった。

## 経歴
ネルケンは、1923年の著書『La trampa del arenal』（「砂の罠」の意）をはじめ、社会政治的色彩を帯びたフィクションの著作を1920年代に複数発表した。他にも、1922年に発表した『La condición social de la mujer en España』（「スペインにおける女性の社会的状態」の意）などの著書があった。さらに、スペインの女流作家や女性政治家たちに関する著作群や、短編小説類も発表していた。彼女は戦闘的なフェミニズムの立場から、女性労働者の搾取が、男女を問わず労働者全体に不利益をもたらすと主張した。

## 政治家として
1931年、彼女は社会党 (PSOE) の党員となり、同年10月の議会の一部改選選挙に社会主義グループ (Agrupación Socialista) の候補者としてバダホスの選挙区から出馬した。当選した彼女は、制憲議会の一員となった。彼女は1933年11月、および、1936年2月の選挙でも再選された。
制憲議会には、ネルケンのほか、ビクトリア・ケントとクララ・カンポアモールが、スペイン史上初の女性議員として参加していた。
ネルケンはフェミニストだったが、ケントとともに、カトリック教会と伝統主義の強い影響下にあるスペインの女性たちに選挙権が与えられれば、それは右翼にとって有利に働くことが見込まれると考え、女性の普通投票権は時期尚早だとして反対した。
農地改革の熱烈な支持者であった彼女は、その民族的背景やフェミニズム的主張が右派からの攻撃の的となった。1934年にアストゥリアス州で、「アストゥリアス革命」と称された炭鉱労働者たちの大規模なストライキが発生した後、彼女は軍事的反乱を企てたとして糾弾され、スペインを離れた。出国した彼女は、パリに居を定め、スカンジナビア諸国やソビエト連邦を訪問し、弾圧の犠牲者たちを支援するための資金集めをおこなった。その後、1936年にはスペインに帰国。スペイン内戦が始まると、マドリードにとどまり、トレド美術館の美術品をスペイン銀行の金庫室へと移送する指揮をとり、また、しばしばラジオ放送で演説して民兵たちの士気を鼓舞した。その後、フランシスコ・ラルゴ・カバジェーロの指導力に失望した彼女は社会党を離れ、スペイン共産党 (PCE) に入党した。

## 亡命と死
彼女は1939年まで議会の一員であり、スペイン第二共和政を支持した社会主義者であったため、スペイン内戦の終結に際して妹とともにメキシコへ亡命した。メキシコでは、美術評論家として活動した。また、『Los judíos en la cultura hispánica』（「スペイン文化におけるユダヤ人たち」の意）と題した著書をメキシコで出版したが、同書は2009年にスペインで AHebraica によって復刻された。
ネルケンは、1968年3月9日にメキシコシティで死去した。